# 北水海道駅
北水海道駅（きたみつかいどうえき）は、茨城県常総市相野谷町にある関東鉄道常総線の駅。
常総市（水海道地区）の中心市街地の北側に位置する。

## 歴史
- 1972年（昭和47年）3月15日：森下土地区画整理事業に伴い、区画整理地内に開業[1]。
- 2009年（平成21年）3月14日：ICカードPASMO供用開始[2][1]。

## 駅構造

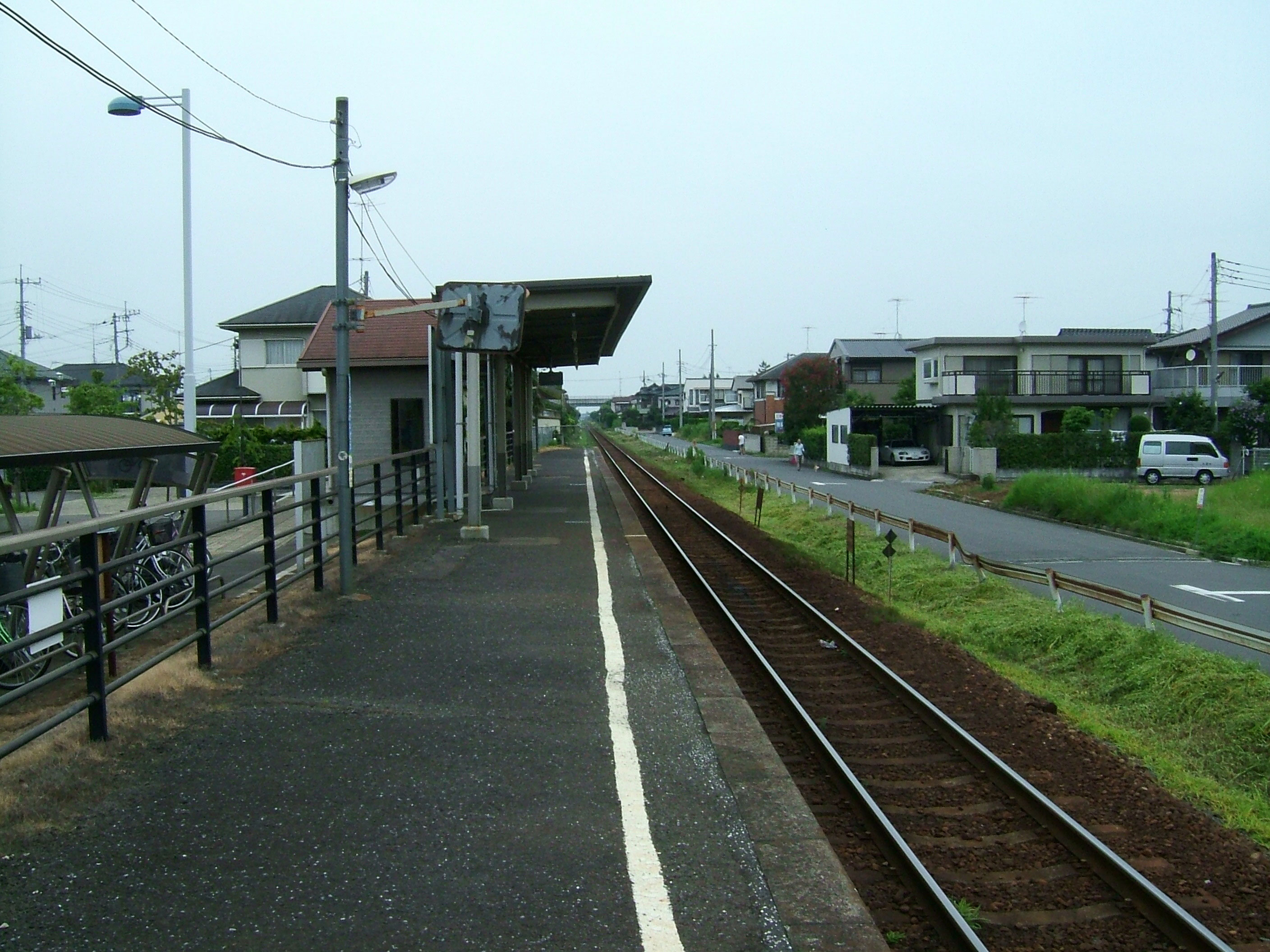
ホーム（2008年7月）

単式ホーム1面1線を有する地上駅で、無人駅である。PASMO簡易改札機設置。駅出入口は車椅子対応。

## 当駅における運行形態
- 上り（水海道・守谷・取手方面）
  - 日中は概ね1時間に2本の普通列車（取手行、一部守谷行）が停車する。一部列車は、水海道乗り換え取手行も設定されている[注釈 1][3]。
- 下り（石下・下妻・下館方面）
  - 日中は概ね1時間に2本の普通列車（下館行）が停車する。夜間には、下妻行の区間列車も設定されている[3]。

## 利用状況
2022年度の一日平均乗降人員は413人である。近年の一日平均乗車人員の推移は下記のとおり。当駅周辺はより停車本数の多い1駅隣の水海道駅の駅勢圏にも含まれており、なおかつ水海道市街地にも程近いこともあって利用は少ない。
朝夕の通学時間帯には、水海道駅から駅員が派遣され改札などの業務を行うこともある。
| 推移 | 推移     | 推移     |
| 年度 | 乗車人員 | 乗降人員 |
| ---- | -------- | -------- |
| 2005 | 142      |          |
| 2006 | 158      |          |
| 2007 | 182      |          |
| 2008 | 185      |          |
| 2009 | 174      |          |
| 2010 | 166      |          |
| 2011 | 173      |          |
| 2012 | 198      |          |
| 2013 | 187      |          |
| 2014 | 179      |          |
| 2015 | 171      |          |
| 2016 | 200      |          |
| 2017 | 216      |          |
| 2018 | 230      |          |
| 2019 |          | 311      |
| 2020 |          |          |
| 2021 |          |          |
| 2022 |          | 413      |

## 駅周辺
駅周辺は東西ともに住宅街となっている。駅西側（駅舎側）は、1969年（昭和44年）から1970年（昭和45年）にかけて「森下土地区画整理事業」により造成された住宅街となっており、それに併せて区画整理地内に新設された経緯から、駅舎・広場共に西側に存在する。
商店は駅から少し離れたところに点在しており、ロードサイド型が多い。毎年8月に行われる「常総きぬ川花火大会」の会場（鬼怒川河川敷）は当駅が最寄りとなっており、普段は利用の少ない当駅も開催時間前後は観客で賑わう。一方で停車本数の多い1駅隣の水海道駅の利用も多い。
- 水海道さくら病院
- 常総保健所
- 常総市立水海道中学校
- 茨城県立水海道第二高等学校
- ココス水海道店
- ビバホーム水海道店
- うおまつ水海道店
- セブン-イレブン常総森下町店

## バス路線
2024年（令和6年）4月より常総市のコミュニティバスであるJOY BUSの「水海道・大花羽ルート」が発着している。

## 隣の駅
関東鉄道
■常総線
■快速
通過
■普通
水海道駅 - 北水海道駅 - 中妻駅

### 記事本文